# گنبدکنار
گنبدکنار روستایی در دهستان چهارگنبد بخش بلورد شهرستان سیرجان استان کرمان ایران است.

## جمعیت
بر پایه سرشماری عمومی نفوس و مسکن در سال ۱۳۹۵ جمعیت این مکان ۱۴۹ نفر (۴۴خانوار) بوده‌است.